# 2-1-1

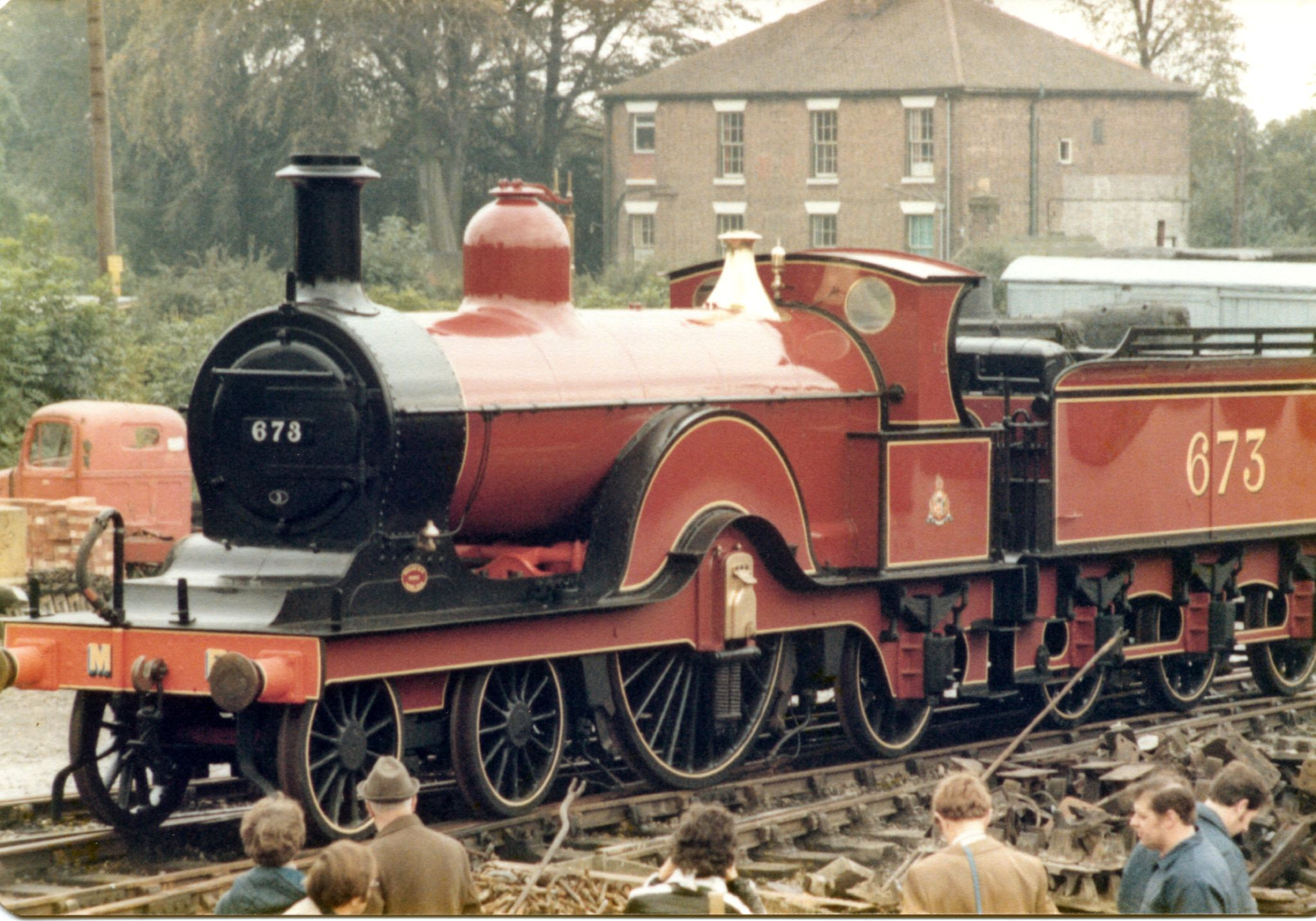
«Midland Railway 673» з осьовою формулою 2-1-1

2-1-1 — осьова формула паровоза з двома бігунковими, однією рушійною і однією підтримуючою колісними парами.
Інші варіанти запису:
- Американський — 4-2-2
- Французький — 211
- Німецький — 2A1
- Турецький - 14
- Швейцарський - 1/4

## Історія
Осьова формула 2-1-1 пропонувалася для розподілу ваги великих локомотивів. Однак, до введення візків паровози такого типу зустрічалися вкрай рідко до 1870-х.
Перший паровоз, випущений на заводах Борзіга в 1841 році ( Borsig No 1), мав осьову формулу 2-1-1, але незабаром компанія перейшла на більш загальну конфігурацію 1-1-1.

### США
Паровоз «T. D. Judah» був побудований в 1863 році у з осьовою формулою 2-1-2. Його придбала Тихоокеанська залізниця. В 1872 році його переробили на 2-1-1.
До 1900 року навантаження на паровозах зросло і вийшло за межі можливостей конфігурації 2-1-1, що сприяло переходу на осьову формулу 2-2-1.